# Цзинь Юэлинь
Цзинь Юэли́нь (кит. 金岳霖, пиньинь Jīn Yuèlín, 14 июля 1895 — 19 октября 1984) — китайский философ и логик.

## Биография
В 1911—1914 гг. учился в Университете Цинхуа.
В 1914—1920 гг. учился в США, в Пенсильванском и Колумбийском университетах, где получил степени магистра и доктора философии по политологии (последнюю — в Колумбийском университете в 1920 году). Докторская диссертация — по Т. Х. Грину.
В 1921—1924 гг. учился в Англии, Германии, Франции и Италии.
С 1925 года — проф. и декан философского факультета института Цинхуа и Объединенного университета Юго-Запада, директор Института литературы.
В 1926 году основал кафедру философии в Университете Цинхуа.
С 1952 года — декан факультета литературы и профессор философского факультета Пекинского университета.
Также являлся заместителем директора Института философии, председателем и почетным председателем Китайского общества изучения логики, членом ВАК Госсовета.
Являлся участником Движения 4 мая. Член КПК с 1956 года. Являлся членом ПК ЦК Демократической лиги Китая, Всекититайского комитета НПКСК.
Внедрял в философии научный метод.
Влияние на него оказали Д. Юм, И. Кант, Б. Рассел.

## Труды
- 1937: «Логика»
- 1941: «О дао»
- 1965: «Философия Рассела»
- 1983: «Теория знания»